# W・H・F・リー
ウィリアム・ヘンリー・フィッツヒュー・リー、（英: William Henry Fitzhugh Lee、1837年5月31日-1891年10月15日）は、ルーニー・リー（Rooney Lee）、あるいはW・H・F・リー（W.H.F. Lee）とも呼ばれ、アメリカ合衆国、南北戦争の南軍将軍、ロバート・E・リーとメアリー・アン・ランドルフ・カスティス夫妻の次男である。リーは農園主であり、南北戦争では南軍の騎兵将軍となり、後にアメリカ合衆国下院議員を務めた。

## 初期の経歴
リーはバージニア州アーリントンのアーリントンハウスで生まれた。ハーバード大学で学び、その後父の足跡を辿って1857年に少尉としてアメリカ陸軍に入隊した。アルバート・ジョンストンの下で第6アメリカ歩兵連隊に配属され、モルモン教徒に対するユタ戦争に参戦した。1859年、アメリカ陸軍から除隊し、バージニア州ニューケント郡パマンキー川南岸にあるホワイトハウス・プランテーションを経営した。

## 南北戦争
南北戦争の開戦と共に、リーは南軍騎兵隊で大尉になり、間もなく少佐に昇進した。当初、1861年と1862年初期は、ウィリアム・ローリング准将の指揮下でウェストバージニア州で従軍した。その後J・E・B・スチュアート少将の指揮下に入り、中佐となり、更に後に第9バージニア騎兵隊の大佐となった。
サウス山の戦い後、リーは准将に昇進した。従兄弟のフィッツヒュー・リー准将の指揮下でアンティータムの戦いに参戦した。フレデリックスバーグの戦いとチャンセラーズヴィルの戦いでは、スチュアートの騎兵軍団に属する第3旅団を指揮した。ゲティスバーグ方面作戦の緒戦であるブランディ・ステーションの戦いで負傷し、快復中の2週間後にバージニア州ヒッコリーヒルで北軍に捕まった。1864年2月25日に南軍に戻るまで、ニューヨーク州で戦争捕虜になっていた。このとき北軍のニール・S・ダウ准将と捕虜交換された。4月、リーは少将に昇進し、ピーターズバーグ包囲戦の開始時点からアポマトックス方面作戦で父の北バージニア軍が撤退するまで、騎兵軍団で1個師団を指揮した。戦争が終わるまでに、南軍騎兵隊の副指揮官に昇格していた。1865年4月9日、アポマトックス・コートハウスで父と共に降伏した。

## 戦後の経歴
リーは戦後、ホワイトハウス・プランテーションに戻り農業を行った。近くの川向こう、キングウィリアム郡にあるロマンコック・プランテーションには弟のロバート・E・リー・ジュニアが住んでいた。
1873年に母が死んだ後で、リーはフェアファックス郡にある古くからのフィッツヒュー家の資産（今日のスプリングフィールド近く）レイブンズワース・プランテーション、563エーカー (2.3 km2) を相続した。リーはホワイトハウスからそこに移った。1875年、リーはバージニア州上院議員に選ばれ、1878年まで務めた。その後民主党員として1887年にアメリカ合衆国下院議員に選出された。リーは下院議員を1891年にレイブンスワースで死ぬまで務めた。リーはバージニア州レキシントンのワシントン・アンド・リー大学にあるリー・チャペルに、その両親や兄弟と共に埋葬されている。

## 家族
リーは2度結婚した。初めは1859年に弁護士ジョン・ウィッカムの子孫であるシャーロット・ウィッカムとだった。この二人には男と女の子がそれぞれ1人ずつ生まれたが、幼時の間に死んだ。シャーロットは1863年に死んだ。
1867年11月28日、ロバート・ボーリングとその2回目の妻アン・スティスの子孫であるメアリー・タブ・ボーリングと再婚した。この夫妻には子供が2人生まれ、共に成人になった。ピーターズバーグで1869年2月11日に生まれたロバート・エドワード・リーとレキシントンで1872年8月30日に生まれたジョージ・ボーリング・リーだった。
リーはジョージ・ワシントンとは養子縁組で5代目の子孫にあたる。リーの母、メアリー・アン・ランドルフ・カスティスはワシントンの妻マーサ・ワシントンの曾孫であり、ワシントン夫妻が1759年に結婚する前、当時大佐のワシントンが未亡人だったマーサと交際したのが、当時住んでいたニューケント郡のホワイトハウス・プランテーションでのことだった。このプランテーションをリーは相続した。